# Liste der Monuments historiques in Brazey-en-Morvan
Die Liste der Monuments historiques in Brazey-en-Morvan führt die Monuments historiques in der französischen Gemeinde Brazey-en-Morvan auf.

## Liste der Immobilien
| Bezeichnung       | Beschreibung                                                                    | Standort                     | Kennzeichnung | Schutzstatus | Datum | Bild           |
| ----------------- | ------------------------------------------------------------------------------- | ---------------------------- | ------------- | ------------ | ----- | -------------- |
| Château de Brazey | Wirtschaftsgebäude, 17. Jahrhundert; eigentliches Schloss nach 1791 abgebrochen | nordöstlich des Ortes (Lage) | PA00112158    | Inscrit      | 1976  | weitere Bilder |